# つゆりよつば
つゆり よつばは日本の女性声優。主にアダルトゲームに声をあてている。

## 出演作品
太字は主役・メインキャラクター

### ゲーム

#### 2003年
- 牧島探偵事務所物語　〜深窓のマリス〜（嶋村沙智、エリナ）

#### 2008年
- オトメスマイル -Otome to Egao to Awaikoi（同級生、体育の先生）
- 催眠ノ教室（玲子）
- 囚われの聖騎士リーシャ（リーシャ）
- ヤりすぎ!セクハラナース（河合千穂）[1]
- ヤりすぎ!人妻パラダイス（久遠倭佳奈）[2]

#### 2009年
- かわれる姉妹（笹下由紀乃）[3]
- KISS×600 管理人さんのポニーテール（摘葉水湖）[4]
- クイーンズロード 〜ドキッ☆美闘士だらけのセクシー珍道中〜（エリナ）[5]
- 咲だつもの雀（原村和）[6]
- マインドコントロール・ラバー（木の下まひる）[7]
- マゾ×ラブ（蒼月冬香）[8]

#### 2010年
- M-days 慟哭の交尾地獄（ジル）[9]
- 精液大量注入!3 〜激流のザー×ン1000連発〜（佐藤歩）[10]
- 通勤快楽3 〜痴漢よ、止まれ〜（垣野内哲子、牧野未希）
- 覗き王 -nozoKING-（三船奈々）
- 魔王戦記（フローリス）[11]
- まじからっと☆れいでぃあんと（町田文香）
- リザイン RESIGN（沢城くるる）[12]

#### 2011年
- アキバ戦隊! エンジェレイヴァー（海宝綾乃、レイヴァーマリン）[13]
- 授業deえっち? 〜必修科目は性きょーイクッ! 先生や同級生とあへあへぺろぺろ勉強中〜（北沢彩）[14]